# Estación de Ruiz Cortines (Metrorrey)
La estación Ruiz Cortines es una estación del Metro de Monterrey. El nombre de la estación hace referencia al presidente Adolfo Ruiz Cortines, quien le da nombre a la avenida la cual da referencia a la estación tanto del Metro como de Ecovía. Está ubicada sobre la avenida Félix U. Gómez en el municipio de Monterrey. Fue inaugurada el 28 de enero de 2014 en Ecovía (Actualmente Transmetro Lincoln-Valle Soleado) y el 27 de febrero de 2021 en la línea 3 del sistema Metrorrey.
El ícono original del metro era el mismo que el de Ecovía, una urna recibiendo el voto femenino, ya que, durante el mandato de Ruiz Cortines, se hizo posible el acceso de las mujeres a la democracia en México. Sin embargo, tras el rediseño institucional de Metrorrey, el ícono pasó a ser el busto del mandatario.

## Conectividad

### Salidas
A diferencia de las estaciones Mitras de la línea 1, la estación Ruiz Cortines no cuenta con una conexión directa con el Transmetro (anteriormente Ecovía), para trasbordar entre los sistemas debe abandonarse la estación
- Por Transmetro al Norte: Av, Adolfo Ruiz Cortines, Col, Moderna.
- Por Transmetro al Sur: Av. Adolfo Ruiz Cortines, Col. Moderna.
- Por línea 3 al Norte: Av. Adolfo Ruiz Cortines, Col. Moderna.
- Por línea 3 al Sur: Av. Félix U. Gómez, Col. Moderna.

## Sitios de interés
- Escuela Secundaria Número 12 "Doctor Gabino Barreda".